# Carsten Kammlott
Carsten Kammlott (* 28. Februar 1990 in Bad Frankenhausen) ist ein deutscher Fußballspieler.

## Sportliche Karriere

### Vereine
Der Stürmer spielte bis 2001 für Fortuna Gehofen und wechselte dann zur Jugend von Rot-Weiß Erfurt. In der A-Junioren-Bundesliga erzielte er für die Thüringer in 45 Spielen 29 Tore. In der Saison 2008/09 kam er zu sechs Einsätzen in der 2. Mannschaft, die in der NOFV-Oberliga Süd spielt, und erzielte dabei vier Tore. Zum Saisonende bestritt er zudem seine ersten beiden Spiele in der 3. Liga, wobei er jeweils kurz vor Schluss eingewechselt wurde.
Am 5. Spieltag der Saison 2009/10 erzielte er beim 3:0-Erfolg im Auswärtsspiel beim Erfurter Erzrivalen FC Carl Zeiss Jena seine ersten beiden Tore. Im weiteren Verlauf der Saison entwickelte er sich zum Stammstürmer und war mit 13 Toren bester Erfurter Angreifer. Am 6. Mai 2010 erhielt er beim RWE seinen ersten Profivertrag.
Zur Saison 2010/11 wechselte Kammlott zu RB Leipzig in die Regionalliga und unterschrieb einen Vierjahresvertrag bis zum 30. Juni 2014. Er spielte in seiner ersten Saison für Leipzig 28-mal und erzielte fünf Treffer. Mit Platz vier am Saisonende wurde der anvisierte Aufstieg deutlich verfehlt, dafür gewann er mit der Mannschaft den Sachsenpokal. In der Saison 2011/12 kam Kammlott auf 22 Einsätze – der Aufstieg wurde mit dem dritten Tabellenplatz erneut verfehlt. In der Saison 2012/13 gewann er schließlich mit der Mannschaft die Meisterschaft in der Regionalliga Nordost, und nach zwei Aufstiegsspielen gegen die Sportfreunde Lotte – bei beiden Spielen stand er in der Startaufstellung – gelang der Aufstieg in die 3. Liga. Zusätzlich holte er mit der Mannschaft zum zweiten Mal den Sachsenpokal. In der Hinrunde der Drittligasaison spielte Kammlott 13-mal und erzielte dabei ein Tor. Insgesamt bestritt Kammlott 97 Pflichtspiele für RB Leipzig – 70 Regionalliga-, zwei Aufstiegs-, 13 Drittliga-, drei DFB-Pokal- und neun Sachsenpokalspiele.
Am 16. Januar 2014 wechselte Kammlott zurück zu seinen ehemaligen Verein FC Rot-Weiß Erfurt. Dort unterschrieb er einen Vertrag bis zum 30. Juni 2016. Sein Tor am 13. August 2015 im Ligaspiel gegen Dynamo Dresden wurde zum Tor des Monats und darüber hinaus im Januar 2016 zum Tor des Jahres 2015 gewählt.
Zur Saison 2018/19 wechselte Kammlott zu FSV Wacker 90 Nordhausen in die Regionalliga Nordost. In seinem ersten Jahr gelangen ihm 16 Saisontore.

### Nationalmannschaft
Für die deutsche U-20-Nationalmannschaft absolvierte er ein Spiel, er kam beim 4:0-Sieg gegen Italien am 7. April 2010 unter Ralf Minge zum Einsatz.

## Politische Karriere
Am 26. Juni 2022 wurde Kammlott zum Ortsteilbürgermeister von Nausitz gewählt. Er konnte bei einer Stichwahl 58 von 86 Wählerstimmen auf sich vereinigen.

## Persönliche Auszeichnungen
- Torschütze des Monats: August 2015[6]
- Torschütze des Jahres: 2015